# John McPhee (pilote moto)
Pour les articles homonymes, voir McPhee.
John McPhee, né le 14 juillet 1994 à Oban, est un pilote de vitesse moto britannique. Il évolue dans la catégorie Moto3. Il évolue dans le SIC Racing team aux côtés d'Ayumu Sasaki.

## Palmarès

### Victoires en Moto3: 3
| Année | Lieu du Grand Prix                    | Circuit                  | Ville   |
| ----- | ------------------------------------- | ------------------------ | ------- |
| 2016  | Grand Prix moto de République tchèque | Circuit de Masaryk       | Brno    |
| 2019  | Grand Prix moto de France             | Circuit Bugatti          | Le Mans |
| 2020  | Grand Prix moto de Saint-Marin        | Circuit Marco Simoncelli | Misano  |

## Statistiques

### Par saison
(Mise à jour après le  Grand Prix moto de la Communauté valencienne 2021)
| Sais  | Cat.    | Moto    | Course | Vict | Pod | Pole | M.tour | Pts | Class | Titre |
| ----- | ------- | ------- | ------ | ---- | --- | ---- | ------ | --- | ----- | ----- |
| 2010  | 125 cm3 | Honda   | 1      | 0    | 0   | 0    | 0      | 0   | NC    | -     |
| 2011  | 125 cm3 | Aprilia | 3      | 0    | 0   | 0    | 0      | 3   | 31e   | -     |
| 2012  | Moto3   | Honda   | 8      | 0    | 0   | 0    | 0      | 1   | 37e   | -     |
| 2013  | Moto3   | Honda   | 17     | 0    | 0   | 0    | 0      | 24  | 19e   | -     |
| 2014  | Moto3   | Honda   | 18     | 0    | 0   | 0    | 1      | 77  | 13e   | -     |
| 2015  | Moto3   | Honda   | 18     | 0    | 1   | 1    | 0      | 92  | 11e   | -     |
| 2016  | Moto3   | Peugeot | 16     | 1    | 1   | 0    | 0      | 48  | 22e   | -     |
| 2017  | Moto3   | Honda   | 18     | 0    | 3   | 1    | 0      | 131 | 7e    | -     |
| 2018  | Moto3   | KTM     | 18     | 0    | 2   | 0    | 0      | 78  | 12e   | -     |
| 2019  | Moto3   | KTM     | 19     | 1    | 3   | 2    | 1      | 156 | 5e    | -     |
| 2020  | Moto3   | Honda   | 19     | 1    | 4   | 1    | 1      | 132 | 7e    | -     |
| 2021  | Moto3   | Honda   | 17     | 0    | 1   | 0    | 0      | 77  | 13e   | -     |
| 2021  | Moto2   | Kalex   | 1      | 0    | 0   | 0    | 0      | 0   | 37e   | -     |
| Total |         |         | 169    | 3    | 15  | 5    | 2      | 819 |       |       |

### Statistiques par catégorie
(Mise à jour après le  Grand Prix moto de la Communauté valencienne 2021)
| Catégorie | Année     | 1er GP   | 1er Podium | 1re Victoire | Courses | Victoires | Podiums | Pole | M.tours¹ | Points | Titres |
| --------- | --------- | -------- | ---------- | ------------ | ------- | --------- | ------- | ---- | -------- | ------ | ------ |
| 125 cm3   | 2010-2011 | VAL 2010 |            |              | 4       | 0         | 0       | 0    | 0        | 3      | 0      |
| Moto3     | 2012-     | CAT 2012 | IND 2015   | CZE 2016     | 164     | 3         | 15      | 5    | 2        | 816    | 0      |
| Moto2     | 2021      | ARA 2021 |            |              | 1       | 0         | 0       | 0    | 0        | 0      | 0      |
| Total     | 2011-     |          |            |              | 169     | 3         | 15      | 5    | 2        | 819    | 0      |

### Résultats détaillés
(Les courses en gras indiquent une pole position; les courses en italiques indiquent un meilleur tour en course)
| Année | Catégorie | Moto      | 1       | 2       | 3       | 4       | 5      | 6       | 7       | 8       | 9       | 10      | 11      | 12     | 13      | 14      | 15      | 16      | 17      | 18      | 19      | Position | Points |
| ----- | --------- | --------- | ------- | ------- | ------- | ------- | ------ | ------- | ------- | ------- | ------- | ------- | ------- | ------ | ------- | ------- | ------- | ------- | ------- | ------- | ------- | -------- | ------ |
| 2010  | 125 cm3   | Honda     | QAT     | ESP     | FRA     | ITA     | GBR    | NED     | CAT     | ALL     | RTC     | IND     | RSM     | ARA    | JPN     | MAL     | AUS     | POR     | VAL 22  |         |         | NC       | 0      |
| 2011  | 125 cm3   | Aprilia   | QAT     | ESP     | POR     | FRA     | CAT 26 | GBR 15  | NED     | ITA     | ALL     | RTC     | IND     | RSM    | ARA     | JPN     | AUS     | MAL     | VAL 14  |         |         | 31e      | 3      |
| 2012  | Moto 3    | KRP Honda | QAT     | SPA     | POR     | FRA     | CAT 19 | GBR 28  | NED     | GER     | ITA     | IND     | CZE 15  | RSM    | ARA 22  | JPN 21  | MAL 22  | AUS 19  | VAL Ab. |         |         | 37e      | 1      |
| 2013  | Moto 3    | FTR Honda | QAT Ab. | AME 21  | SPA 11  | FRA 11  | ITA 16 | CAT 19  | NED 21  | GER 23  | IND 20  | CZE 13  | GBR 14  | RSM 20 | ARA 23  | MAL 17  | AUS 17  | JPN 7   | VAL Ab. |         |         | 19e      | 24     |
| 2014  | Moto 3    | Honda     | QAT 11  | AME 9   | ARG Ab. | SPA 13  | FRA 8  | ITA Ab. | CAT 9   | NED 10  | GER 7   | IND Ab. | CZE Ab. | GBR 11 | RSM 13  | ARA Ab. | JPN 4   | AUS 5   | MAL Ab. | VAL 17  |         | 13e      | 77     |
| 2015  | Moto 3    | Honda     | QAT 5   | AME 6   | ARG 15  | SPA 10  | FRA 17 | ITA 20  | CAT Ab. | NED 10  | GER 17  | IND 2   | CZE 10  | GBR 6  | RSM 19  | ARA 17  | JPN 9   | AUS Ab. | MAL 10  | VAL 7   |         | 11e      | 92     |
| 2016  | Moto 3    | Peugeot   | QAT 27  | ARG 7   | AME 21  | SPA Ab. | FRA 20 | ITA 23  | CAT 15  | NED 16  | GER 6   | AUT 24  | CZE 1   | GBR 17 | RSM 20  | ARA 13  | JPN Ab. | AUS Ab. | MAL     | VAL     |         | 20e      | 48     |
| 2017  | Moto 3    | Honda     | QAT 2   | ARG 2   | AME 7   | SPA Ab. | FRA 12 | ITA 6   | CAT 12  | NED 3   | GER Ab. | CZE 6   | AUT Ab. | GBR 13 | RSM Ab. | ARA 6   | JPN 10  | AUS Ab. | MAL 5   | VAL 8   |         | 7e       | 131    |
| 2018  | Moto 3    | KTM       | QAT Ab. | ARG 17  | AME 14  | SPA Ab. | FRA 12 | ITA 12  | CAT 4   | NED Ab. | GER 3   | CZE Ab. | AUT 12  | GBR C  | RSM Ab. | ARA 10  | THA Ab. | JPN 5   | AUS 14  | MAL Ab. | VAL 3   | 12e      | 78     |
| 2019  | Moto 3    | Honda     | QAT 13  | ARG 21  | AME 14  | SPA 12  | FRA 1  | ITA 6   | CAT 13  | NED 5   | GER 6   | CZE Ab. | AUT 3   | GBR 7  | RSM 2   | ARA 4   | THA Ab. | JPN 6   | AUS 5   | MAL 7   | VAL Ab. | 5e       | 156    |
| 2020  | Moto 3    | Honda     | QAT 2   | SPA Ab. | ANC 2   | CZE 5   | AUT 3  | STY Ab. | RSM 1   | EMR 10  | CAT Ab. | FRA Ab. | ARA 5   | TER 6  | EUR Ab. | VAL 11  | POR 8   |         |         |         |         | 7e       | 132    |
| 2021  | Moto3     | Honda     | QAT Ab. | DOA Ab. | POR 23  | SPA Ab. | FRA 4  | ITA 7   | CAT Ab. | GER 11  | NED 6   | STY 13  | AUT 7   | GBR 12 |         | RSM 13  | AME 3   | EMI Ab. | ALR Ab. | VAL 11  |         | 13e      | 77     |
| 2021  | Moto2     | Kalex     |         |         |         |         |        |         |         |         |         |         |         |        | ARA 20  |         |         |         |         |         |         | 37e      | 0      |